# Olympische Sommerspiele 2020/Skateboard – Street (Männer)
Der Skateboardwettbewerb der Männer in der Disziplin Street bei den Olympischen Spielen 2020 in Tokio war der erste Skateboardwettbewerb in der olympischen Geschichte. Dieser wurde am 25. Juli 2021 im Ariake Urban Sports Park ausgetragen. Olympiasieger wurde der Japaner Yūto Horigome.

## Modus
Jeder Athlet absolvierte zwei Läufe à 45 Sekunden sowie fünf Trick-Runden. Aus diesen insgesamt sieben Läufen wurden die besten vier Läufe gewertet und die Punkte zu einem Gesamtresultat addiert. Die besten acht Athleten aus dem Halbfinale qualifizierten sich für das Finale, wo nach dem gleichen System die Medaillengewinner ermittelt wurden.

## Ergebnisse

### Halbfinale
| Rang | Lauf | Athlet              | Nation             | Lauf | Lauf | Trick-Runde | Trick-Runde | Trick-Runde | Trick-Runde | Trick-Runde | Gesamt |
| Rang | Lauf | Athlet              | Nation             | 1    | 2    | 1           | 2           | 3           | 4           | 5           | Gesamt |
| ---- | ---- | ------------------- | ------------------ | ---- | ---- | ----------- | ----------- | ----------- | ----------- | ----------- | ------ |
| 1    | 3    | Aurélien Giraud     | Frankreich         | 9,00 | 8,85 | 8,63        | 0,00        | 8,94        | 9,09        | 0,00        | 35,88  |
| 2    | 1    | Jagger Eaton        | Vereinigte Staaten | 8,58 | 8,52 | 0,00        | 7,95        | 8,63        | 0,00        | 9,34        | 35,07  |
| 3    | 3    | Nyjah Huston        | Vereinigte Staaten | 7,52 | 8,12 | 0,00        | 0,00        | 8,66        | 9,13        | 8,96        | 34,87  |
| 4    | 2    | Kelvin Hoefler      | Brasilien          | 7,43 | 8,15 | 8,81        | 0,00        | 0,00        | 9,23        | 8,50        | 34,69  |
| 5    | 1    | Vincent Milou       | Frankreich         | 7,15 | 8,25 | 9,11        | 8,27        | 8,74        | 0,00        | 0,00        | 34,36  |
| 6    | 2    | Yūto Horigome       | Japan              | 8,41 | 7,58 | 8,76        | 9,00        | 5,55        | 0,00        | 0,00        | 33,75  |
| 7    | 4    | Angelo Caro         | Peru               | 1,01 | 6,96 | 0,00        | 8,99        | 8,60        | 8,38        | 0,00        | 32,93  |
| 8    | 4    | Gustavo Ribeiro     | Portugal           | 7,39 | 7,50 | 8,45        | 8,19        | 0,00        | 8,52        | 0,00        | 32,66  |
| 9    | 2    | Sora Shirai         | Japan              | 7,99 | 6,72 | 7,54        | 7,42        | 8,57        | 0,00        | 0,00        | 31,52  |
| 10   | 1    | Micky Papa          | Kanada             | 6,66 | 5,50 | 9,01        | 0,00        | 0,00        | 0,00        | 9,22        | 30,39  |
| 11   | 2    | Jake Ilardi         | Vereinigte Staaten | 6,85 | 6,75 | 8,02        | 0,00        | 0,00        | 7,41        | 0,00        | 29,03  |
| 12   | 4    | Giovanni Vianna     | Brasilien          | 7,22 | 7,10 | 0,00        | 7,57        | 0,00        | 6,26        | 0,00        | 28,15  |
| 13   | 4    | Axel Cruysberghs    | Belgien            | 6,52 | 7,00 | 0,00        | 5,15        | 0,00        | 0,00        | 6,14        | 24,81  |
| 14   | 1    | Felipe Gustavo      | Brasilien          | 8,49 | 7,24 | 0,00        | 0,00        | 0,00        | 0,00        | 9,02        | 24,75  |
| 15   | 1    | Jhancarlos González | Kolumbien          | 4,92 | 5,22 | 7,43        | 6,00        | 0,00        | 0,00        | 0,00        | 23,57  |
| 16   | 2    | Shane O’Neill       | Australien         | 4,66 | 6,23 | 8,63        | 0,00        | 0,00        | 0,00        | 0,00        | 19,52  |
| 17   | 4    | Yukito Aoki         | Japan              | 5,32 | 5,69 | 7,59        | 0,00        | 0,00        | 0,00        | 0,00        | 18,60  |
| 18   | 3    | Brandon Valjalo     | Südafrika          | 3,18 | 1,24 | 0,00        | 5,42        | 6,57        | 0,00        | 0,00        | 16,41  |
| 19   | 3    | Manny Santiago      | Puerto Rico        | 2,21 | 3,24 | 0,00        | 0,00        | 0,00        | 0,00        | 0,00        | 5,45   |
| 20   | 3    | Matt Berger         | Kanada             | 2,01 | 2,01 | 0,00        | 0,00        | 0,00        | 0,00        | 0,00        | 4,02   |

### Finale
| Rang           | Athlet          | Nation             | Lauf | Lauf | Trick-Runde | Trick-Runde | Trick-Runde | Trick-Runde | Trick-Runde | Gesamt |
| Rang           | Athlet          | Nation             | 1    | 2    | 1           | 2           | 3           | 4           | 5           | Gesamt |
| -------------- | --------------- | ------------------ | ---- | ---- | ----------- | ----------- | ----------- | ----------- | ----------- | ------ |
| Goldmedaille   | Yūto Horigome   | Japan              | 8,02 | 6,77 | 9,03        | 0,00        | 9,35        | 9,50        | 9,30        | 37,18  |
| Silbermedaille | Kelvin Hoefler  | Brasilien          | 8,98 | 8,84 | 8,99        | 0,00        | 0,00        | 7,58        | 9,34        | 36,15  |
| Bronzemedaille | Jagger Eaton    | Vereinigte Staaten | 8,20 | 9,05 | 0,00        | 8,70        | 9,40        | 0,00        | 0,00        | 35,35  |
| 4              | Vincent Milou   | Frankreich         | 7,87 | 5,54 | 9,23        | 0,00        | 8,34        | 0,00        | 8,70        | 34,14  |
| 5              | Angelo Caro     | Peru               | 7,01 | 6,89 | 9,00        | 0,00        | 0,00        | 8,65        | 8,21        | 32,87  |
| 6              | Aurélien Giraud | Frankreich         | 4,21 | 7,20 | 8,68        | 0,00        | 9,00        | 0,00        | 0,00        | 29,09  |
| 7              | Nyjah Huston    | Vereinigte Staaten | 7,90 | 9,11 | 9,09        | 0,00        | 0,00        | 0,00        | 0,00        | 26,10  |
| 8              | Gustavo Ribeiro | Portugal           | 7,23 | 5,82 | 0,00        | 0,00        | 0,00        | 0,00        | 2,00        | 15,05  |